# تیفوس اسکراب
بیماری تیفوس اسکراب (به انگلیسی: Scrub Typhus) یا بوته‌زار (اورینتا تسوتسوگاموشی) از نظر بالینی شبیه تیفوس اپیدمیک است. یکی از علائم این بیماری وجود زخم ترشح داری است که به وسیله اسکاری با حاشیه سیاه رنگ پوشیده شده و نشان دهنده محل گزش هیره است.
در این بیماری لنفوآدنوپاتی و لنفوسیتوز معمول است.